# Charles-Alfred Bertauld
Charles-Alfred Bertauld, né le 9 juin 1812 à Verson et mort le 8 avril 1882 à Paris, est un avocat, magistrat et homme politique français.

## Biographie

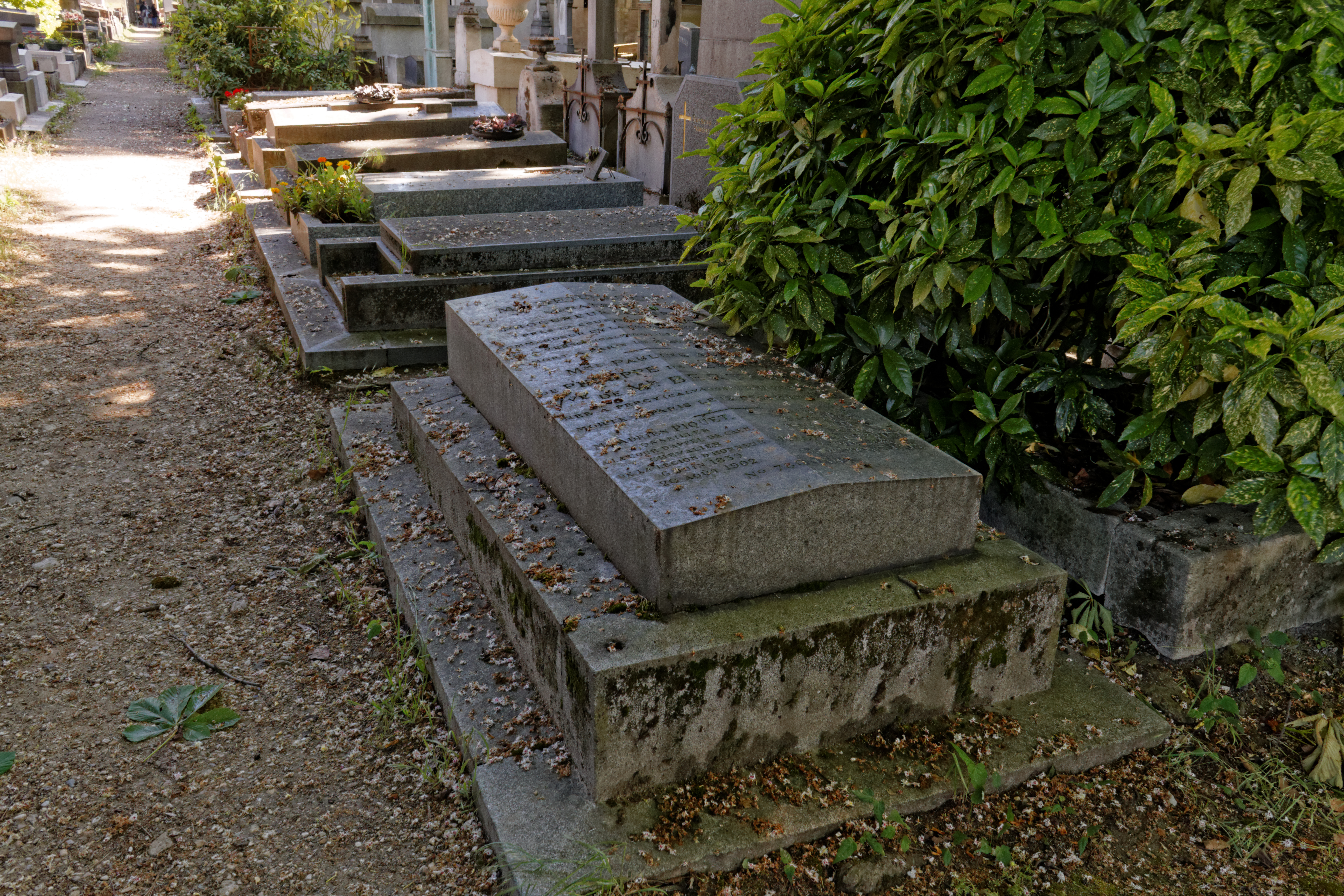
Tombe au cimetière du Père-Lachaise.

Il naît à Verson en 1812, son père est percepteur. Il fit son droit à l'Université de Caen, fut reçu licencié en 1834, et docteur en 1841, et se fit inscrire au barreau de Caen en 1844. Agrégé deux ans après, il était nommé professeur suppléant, puis en 1853 professeur de procédure civile, et en 1853 professeur de Code civil à la Faculté de droit de Caen.
Conseiller municipal depuis 1849, il fut élu six fois bâtonnier de l'ordre des avocats, et fut envoyé par le Calvados à l'Assemblée nationale, le 8 février 1871. Il prit place au centre gauche, dont il devint le président, se mêla à la plupart des discussions sur la réorganisation du Conseil d'État, sur la législation, sur la presse, sur la réforme de la magistrature, sur le droit d'association, contre l'Internationale, sur le jury, sur le conseil de l'instruction publique, contre le projet de loi concernant l'église du Sacré-Cœur, sur la loi d'organisation municipale, etc., et fit preuve le plus souvent d'un sérieux talent de dialecticien mêlé à un certain humour normand.
Depuis la chute de Thiers, il avait sensiblement incliné à gauche. Nommé maire de Caen en juillet 1875, et déjà conseiller général pour le canton ouest de Caen, il fut élu sénateur inamovible par l'Assemblée nationale.
Au Sénat, il prit place à la gauche républicaine, parla contre l’abolition de la peine de mort, combattit, en juin 1877, la dissolution de la Chambre demandée par le gouvernement du 16 mai, et fit partie des commissions de la réforme judiciaire, du droit d'association, de l'enseignement supérieur, etc. En mars 1880, lors de la discussion de l'article 7 de la loi Ferry, il fit l'historique de la question des congrégations non autorisées, déclara que le Code pénal ne leur était pas applicable, mais que d'autres textes de la loi autorisaient le gouvernement à les dissoudre.
Le gouvernement de la République le nomme, le 11 février 1879, procureur général à la Cour de cassation ; il quitte alors ses fonctions de maire de Caen.
Il meurt à Paris le 8 avril 1882.
Une rue longeant le palais de justice de Caen porte son nom depuis 14 avril 1907.

## Publications
- L'ordre social et l'ordre morale, le droit et le devoir, Paris, Éd. Germer Baillière, coll. « Bibliothèque de philosophie contemporaine », 1874.
- De la philosophie sociale : études critiques, Paris, Éd. Germer Baillière, coll. « Bibliothèque de philosophie contemporaine », 1877.

## Distinctions
- Commandeur de la Légion d'honneur (1881)

## Pour approfondir